# John S. Cohen

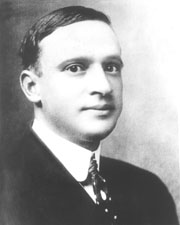
John S. Cohen

John Sanford Cohen, född 26 februari 1870 i Augusta, Georgia, död 13 maj 1935 i Atlanta, Georgia, var en amerikansk demokratisk politiker och journalist. Han representerade delstaten Georgia i USA:s senat 1932-1933.
Cohen studerade 1885-1886 vid United States Naval Academy och arbetade sedan som journalist i New York. Han var sekreterare åt inrikesministern M. Hoke Smith 1893-1896 och senare krigskorrespondent i spansk-amerikanska kriget. Han var ansvarig utgivare för Atlanta Journal 1917-1935.
Senator William J. Harris avled 1932 i ämbetet och Cohen blev utnämnd till senaten. Han kandiderade inte i det åtföljande fyllnadsvalet och efterträddes i januari 1933 av Richard Russell.
Cohens grav finns på Westview Cemetery i Atlanta.